# (21001) Trogrlic
(21001) Trogrlic  es un asteroide perteneciente al grupo de asteroides que cruzan la órbita de Marte, descubierto el 1 de abril de 1987 por Alain Maury desde el Observatorio de Palomar, en Estados Unidos.

## Designación y nombre
Trogrlic se designó inicialmente como 1987 GF. Más adelante fue nombrado en honor a la familia Trogrlic, parientes de Alain Maury.

## Características orbitales
Trogrlic orbita a una distancia media del Sol de 2,3281 ua, pudiendo acercarse hasta 1,5824 ua y alejarse hasta 3,0738 ua. Tiene una excentricidad de 0,3203 y una inclinación orbital de 21,5281° grados. Emplea en completar una órbita alrededor del Sol 1297 días.

## Características físicas
Su magnitud absoluta es 15,2.